# Det kimer nu til julefest
Det kimer nu (også kaldt Det kimer nu til julefest) er en dansk julesalme med tekst af N.F.S. Grundtvig i 1817 og melodi af Carl Christian Nicolaj Balle i 1850.

## Tekst
Teksten går tilbage til Martin Luther i 1535. 
N.F.S. Grundtvig skrev sin danske version i 1817, og den er siden i 1852 bearbejdet. Salmebogens version har ni strofer med hver fire verselinjer.
Rimskemaet for enderimmene er aabb.
Syvende strofes "blev Jakobs stjerne til en sol" henviser til Fjerde Mosebog, kapitel 24, vers 17,
hvor det hedder "En stjerne træder frem fra Jakob, / en herskerstav rejser sig fra Israel, / den skal knuse Moabs tindinger / og issen på alle Set-sønnerne."
Teksten er oversat til engelsk af Charles Porterfield Krauth. 
I Krauths version lyder første linje "The bells of Christmas chime once more".
En engelsk version findes også som O Fir Tree Dark.

## Melodi
Vesterbølles præst Carl Christian Nicolaj Balle lod sig til melodien inspirerer af den specielle klang fra kirkens gamle klokke fra 1420. 
Da kirken fik ny klokken i 2008 bar den julesalmens første verselinje som inskription.

## Udgivelser
Tekst og melodi blev udgivet af A.P. Berggreen i hans Melodier til den fra Roskilde Præstekonvent udgaaede "Salmebog til Kirke- og Hus-Andagt" og til "Evangelisk-kristelig Salmebog", udsatte for fire Syngestemmer, for Orgel eller Pianoforte."
Den bog udkom i flere udgaver med syvende udgave fra 1889 indskannet af Det Kongelige Bibliotek.
Tekst og klaverarrangement finder man i Julens Melodier.
Julesalmen findes i den danske 2003-version af salmebogen som nummer 94 under afsnittet Troen på Guds Søn - Jesu fødsel.
I Højskolesangbogens 19. udgave er den nummer 241.

## Indspilninger
Shubidua har indspillet en noget speciel version af salmen, hvor de rapper sig igennem 7 strofer.
Den udkom som B-side på deres single Rap jul i 1973.
Bing Crosby har indspillet den engelsk-sprogede version O Fir Tree Dark.
En tv-optagelse fra 2019 findes med DR PigeKoret hvor de bliver ledsaget af Den Danske Strygekvartet og flere andre musikere i et arrangement af Nikolaj Busk og dirigeret af Phillip Faber. Her springer de over en del strofer.